# Vetschau/Spreewald
Vetschau/Spreewald (bis 1. April 1997 Vetschau), niedersorbisch Wětošow/Błota, ist eine Kleinstadt im Landkreis Oberspreewald-Lausitz 18 Kilometer nordwestlich von Cottbus im Süden Brandenburgs.

## Lage

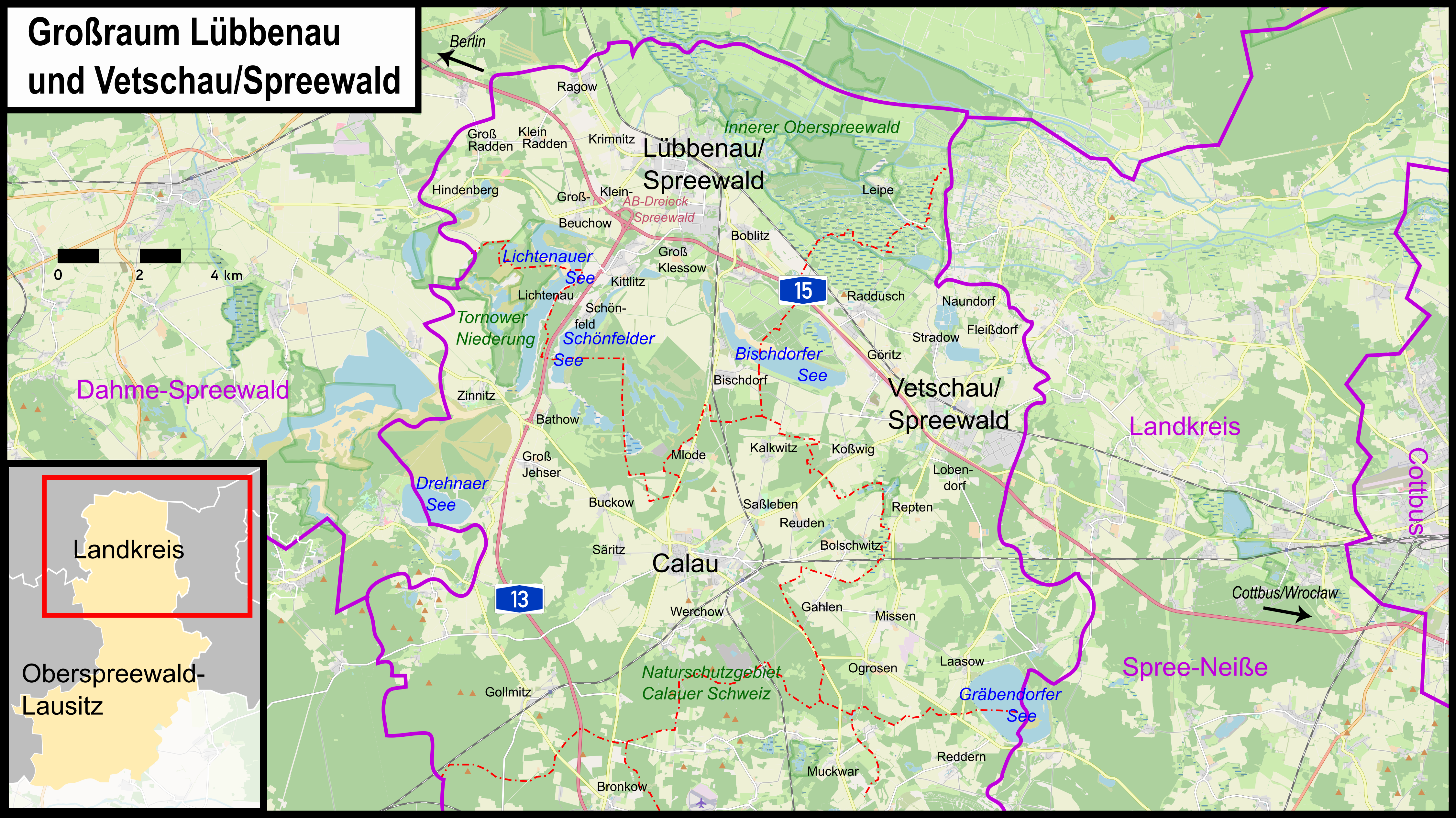
Karte von Vetschau/Spreewald und seiner Umgebung

Vetschau liegt in der Niederlausitz am Südrand des Spreewaldes, rund zwölf Kilometer südöstlich von Lübbenau und 18 Kilometer nordwestlich von Cottbus. Die nördlich der Kernstadt gelegenen Ortsteile liegen unmittelbar im Biosphärenreservat Spreewald. Die Stadt grenzt im Nordosten an das Amt Burg (Spreewald), im Osten an Kolkwitz, im Südosten an Drebkau, im Süden an das Amt Altdöbern, im Südwesten an Calau und im Nordwesten an Lübbenau.
Die Stadt gehört zum amtlichen Siedlungsgebiet der Sorben/Wenden in Brandenburg.

## Stadtgliederung
Die Stadt Vetschau/Spreewald gliedert sich in folgende Ortsteile mit den zugehörigen Gemeindeteilen und Wohnplätzen (sorbische Bezeichnungen in Klammern; die Einwohnerzahlen beziehen sich auf den 31. Dezember 2024):
- Göritz (Chórice) mit dem Wohnplatz Göritzer Mühle (Chóricański młyn); 187 Einwohner
- Koßwig (Kósojce) mit dem Wohnplatz Dubrau (Dubrawa); 216 Einwohner
- Laasow (Łaz) mit den Gemeindeteilen Tornitz (Tarnojsk) und Wüstenhain (Huštań) und den Wohnplätzen Alte Windmühle (Stary Wětšnik), Briesen (Brjaze) und Knorraue (Knorawa); 377 Einwohner
- Missen (Pšyne) mit dem Gemeindeteil Gahlen (Gołyń) und dem Wohnplatz Jehschen (Jažyn); 417 Einwohner
- Naundorf (Njabožkojce) mit dem Gemeindeteil Fleißdorf (Długi); 232 Einwohner
- Ogrosen (Hogrozna); 217 Einwohner
- Raddusch (Raduš) mit den Wohnplätzen Radduscher Buschmühle (Radušański Młyn), Radduscher Kaupen (Radušańske Kupy) und Radduscher Ziegelei (Radušańska Cyglownja); 606 Einwohner
- Repten (Herpna); 91 Einwohner
- Stradow (Tšadow) mit den Wohnplätzen Stradow Ausbau (Tšadojske Wutwaŕki) und Stradower Mühle (Tšadojski Młyn); 267 Einwohner
- Suschow (Zušow) mit dem Wohnplatz Suschower Ausbau (Zušojske Wutwaŕki); 262 Einwohner

Zur Kernstadt Vetschau, die keinen Ortsteilstatus hat, gehören zudem die Gemeindeteile Belten (Běłośin), Lobendorf (Łoboźice) und Märkischheide (Husoka, bis 23. Oktober 1937 amtlich deutsch Weißagk) sowie die Wohnplätze Altstadt (Stare Město), Brandtemühle (Brandtowy Młyn) und Neustadt (Nowe Město). Die Kernstadt hat 4856 Einwohner.
Derzeit gibt es Bestrebungen, den Gemeindeteil Märkischheide in einen Ortsteil mit eigenem Ortsbeirat umzuwandeln.

## Geschichte

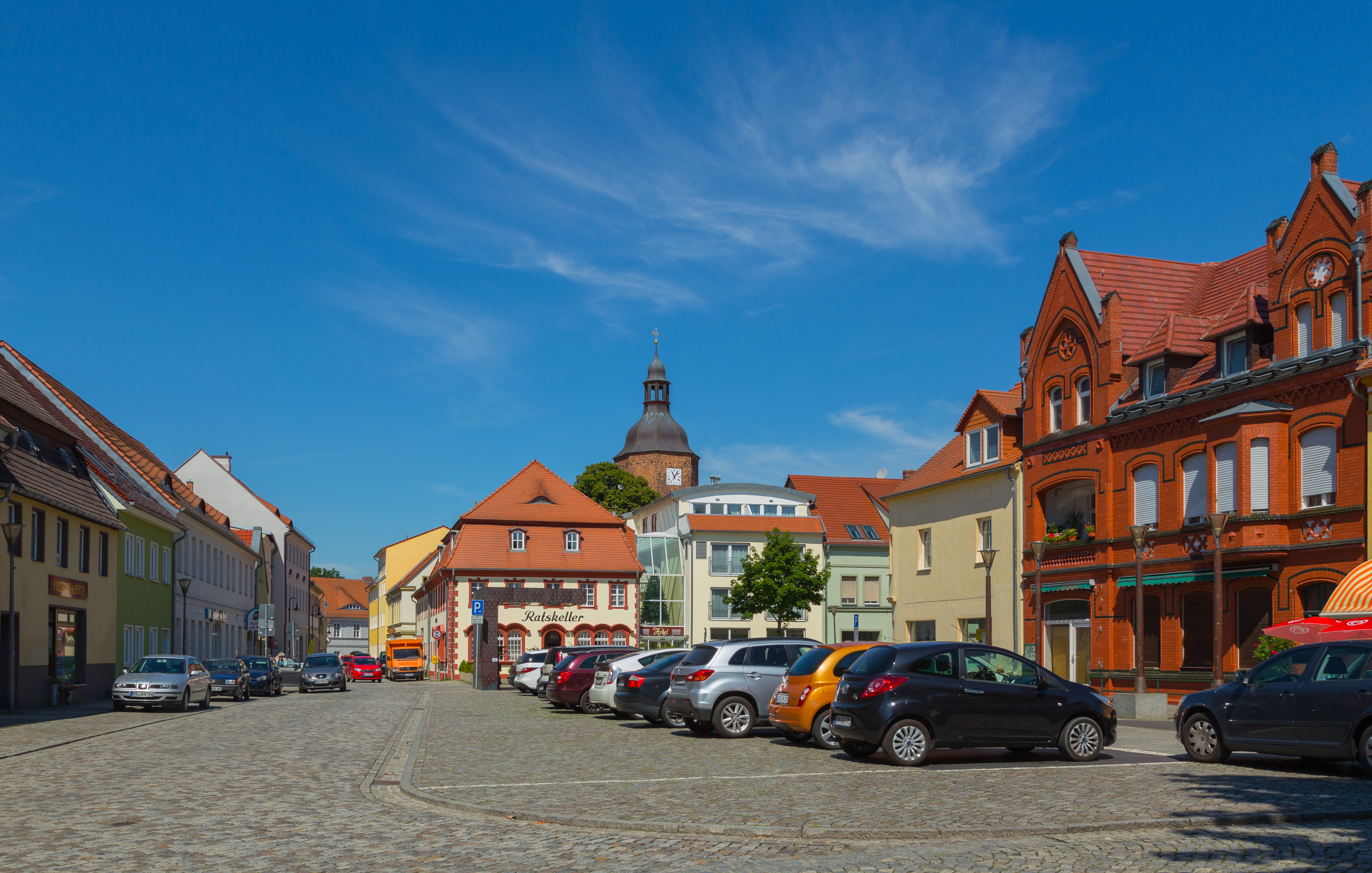
Marktplatz mit dem Ratskeller im Hintergrund

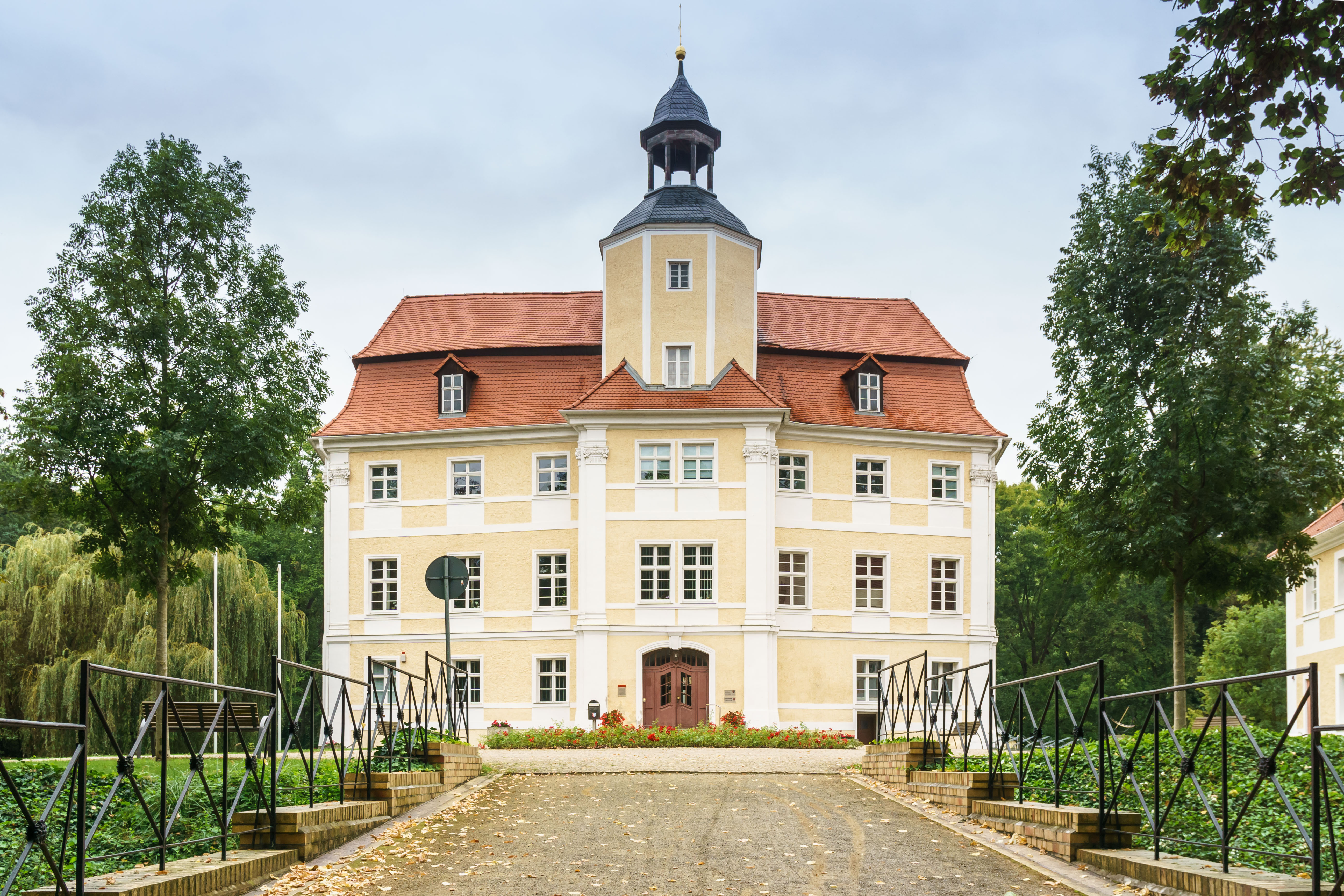
Schloss Vetschau

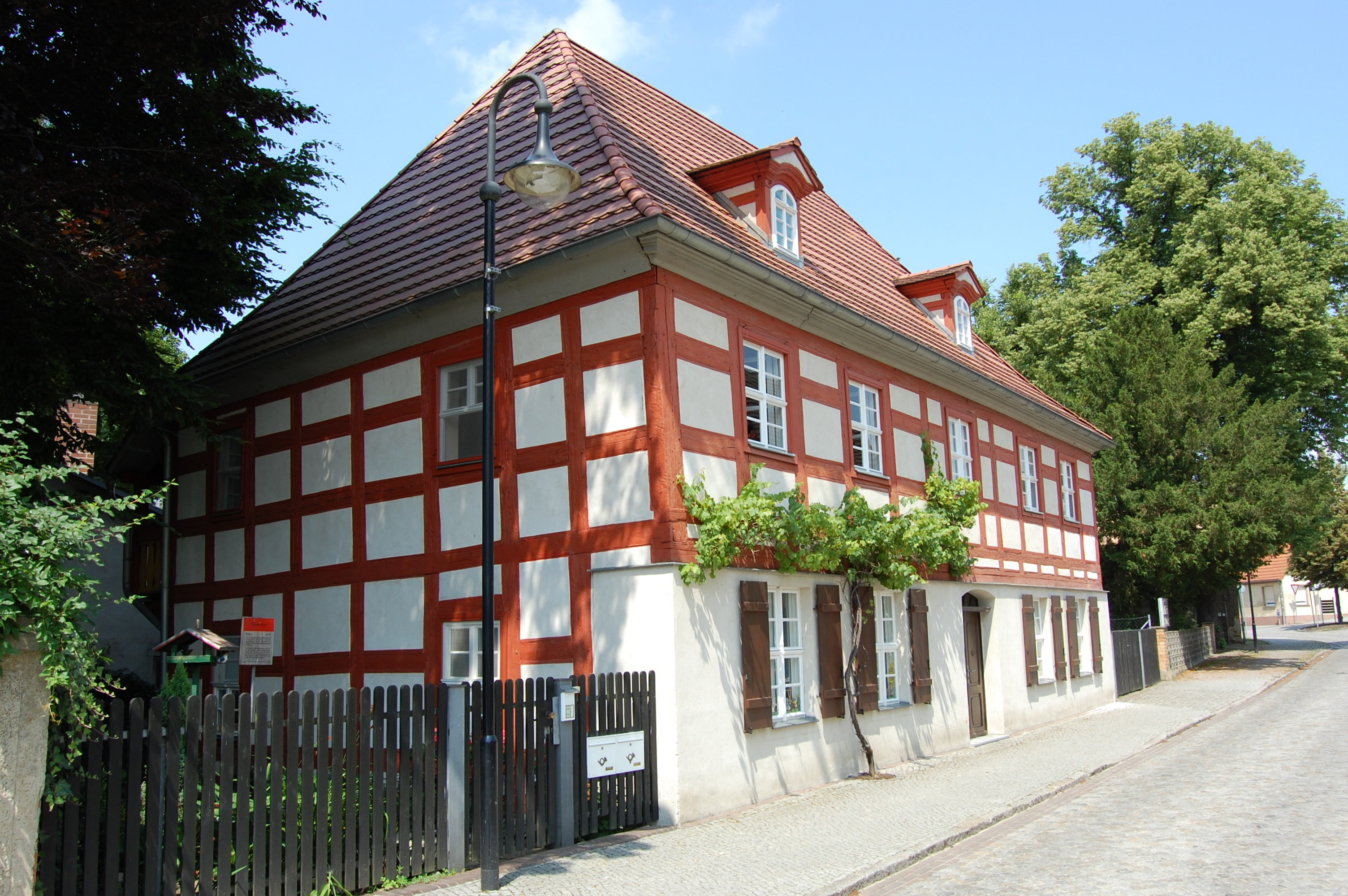
Ältestes Haus Vetschaus

Die Stadt Vetschau entstand vermutlich als Siedlung in der Nähe einer kleinen Wasserburg und wurde am 28. April 1302 als Veczicz erstmals urkundlich erwähnt. Die Schreibweise des Ortsnamens änderte sich im Laufe der Zeit von Vetczaw im Jahr 1434 über Fetzow 1450 zu Fetczaw im Jahr 1480. Der Ortsname Im Jahr 1527 wurde der Ort unter dem Namen Fetzscho erstmals als Städtlein bezeichnet, das formelle Stadtrecht erhielt Vetschau im Jahr 1543. Das Wappen für Rath und Gmaind des Marckhts Vetzschew wurde dem Ort am 17. März 1548 durch König Ferdinand I. in Augsburg ausgestellt. Die Urkunde war lange verschollen und wurde erst im Juli 2005 auf einem Dachboden in Vetschau wiederentdeckt.
Noch bis ins 19. Jahrhundert war Vetschau Mediatstadt der Herrschaft Vetschau. Im Jahr 1540 ließ der damalige Besitzer Eustachius von Schlieben an Stelle der alten Wasserburg das Schloss Vetschau im Renaissancestil errichten. 1619 wurde die Stadt durch einen Brand fast vollständig zerstört. Während des Dreißigjährigen Krieges wurde Vetschau 1626 von Söldnern des Generals Wallenstein überfallen, durch die Pest wurde die Stadt bis 1637 fast vollständig entvölkert. Bis 1635 gehörte Vetschau zum Markgraftum Niederlausitz und kam danach durch den Prager Frieden zum Kurfürstentum Sachsen. Die Stadt gehört zum historischen Siedlungsgebiet der Sorben, nach einem Anstieg der deutschsprachigen Bevölkerung zum Ende des 17. Jahrhunderts erhielt diese Kirche zwischen 1690 und 1694 einen Erweiterungsbau als deutsche Kirche (siehe Wendisch-Deutsche Doppelkirche). Im Jahr 1724 wurde in der Nähe des Marktplatzes eine Schule gebaut. Eine der Haupterwerbsquellen der Einwohner von Vetschau war lange Zeit die Leineweberei. Ab dem 17. Jahrhundert kamen zunehmend Handwerksberufe auf, in den 1660er Jahren erhielt die Stadt das Braurecht.
Im Jahr 1794 kamen die Grafen zu Lynar, die auch die benachbarte Standesherrschaft Lübbenau besaßen, in den Besitz der Stadt Vetschau. Bei der auf dem Wiener Kongress beschlossenen Teilung Sachsens kam Vetschau zum Königreich Preußen und wurde bei der Gebietsreform 1816 dem Kreis Calau in der Provinz Brandenburg zugeordnet. Nach mehreren Besitzerwechseln kamen die Grafen zu Lynar gegen Ende des 19. Jahrhunderts erneut in den Besitz der Stadt, die in der folgenden Zeit an Privatpersonen verkauft wurde. Bereits im September 1866 wurde Vetschau an die neu gebaute Bahnstrecke zwischen Berlin und Cottbus angeschlossen. Bis ins späte 19. Jahrhundert waren vor allem die nördlich der Stadt gelegenen Dörfer in der näheren Umgebung von Vetschau überwiegend sorbischsprachig. Der Sprachwechsel zum Deutschen erfolgte hier – beschleunigt durch die Abschaffung sorbischer Gottesdienste und die Durchsetzung des Deutschen in den Schulen – im Wesentlichen bis zur Mitte des 20. Jahrhunderts. In Vetschau selbst und dem Gutsbezirk Schloss Vetschau waren 1884 von insgesamt 2630 Einwohnern nur noch 451 Sorben, was einem Anteil von 17,1 Prozent entspricht; auch in den heutigen südlicheren Ortsteilen war die Eindeutschung bereits stärker fortgeschritten.
Der Gutsbezirk Schloss Vetschau wurde 1920 in die Stadt eingegliedert. In den Jahren 1929 bis 1932 fanden in Vetschau jeweils Anfang August die Spreewälder Volks- und Trachtenfeste statt. Organisiert wurden sie vom damaligen Bürgermeister Otto Rohde und der niedersorbischen wissenschaftlichen Gesellschaft Maśica Serbska in Cottbus. Nach dem Ende des Zweiten Weltkrieges, den Vetschau relativ unbeschadet überstand, kam die Stadt zur Sowjetischen Besatzungszone und somit 1949 zur DDR. Im folgenden Jahr wechselte Vetschau aus dem Landkreis Calau in den Landkreis Lübben (Spreewald); bei der Kreisreform im Juli 1952 wurde die Stadt dort dem Kreis Calau im Bezirk Cottbus zugeordnet.
Im Jahr 1964 wurde Vetschau zum Standort eines der größten Braunkohlekraftwerke der Region, des Kraftwerks Vetschau. Die Schornsteine des Kraftwerks waren Wahrzeichen der Stadt, sorgten aber auch für eine erhebliche Schwefeldioxidbelastung. Im Jahr 1988 wurde westlich der Stadt der Braunkohletagebau Seese-Ost geöffnet. Nach der Wiedervereinigung kam Vetschau zum Land Brandenburg und wurde bei der Kreisreform am 6. Dezember 1993 dem Landkreis Oberspreewald-Lausitz zugeordnet. Bereits seit Juli 1992 übernahm die Stadt Vetschau die Verwaltung von zehn weiteren Gemeinden, die sich im Amt Vetschau zusammengeschlossen hatten. Nach der Einstellung des Betriebs des Kraftwerks Vetschau im Jahr 1996 wurden die Schornsteine im folgenden Jahr gesprengt. Mit Wirkung vom 1. April 1997 wurde der Name der Stadt in Vetschau/Spreewald geändert. Das Amt Vetschau wurde am 26. Oktober 2003 nach der Eingliederung der letzten verbliebenen Gemeinden in die Stadt Vetschau aufgelöst.
Eingemeindungen
Am 1. Januar 1928 wurde die Gemeinde Schönebegk nach Vetschau eingemeindet, sie ist heute mit der Siedlungsfläche der Vetschauer Kernstadt zusammengewachsen und auch keine Ortschaft mehr. Am 1. April 1959 wurde Märkischheide eingemeindet. Zum 31. Dezember 2001 erfolge die Eingliederung der Gemeinden Göritz, Naundorf, Repten und Stradow in die Stadt Vetschau, am 31. Dezember 2002 folgten Ogrosen und Suschow. Zuletzt wurden die Gemeinden Koßwig, Laasow, Missen und Raddusch im Zuge der Gemeindereform am 26. Oktober 2003 nach Vetschau eingemeindet.
Bereits zuvor wurden am 1. Januar 1925 die Gemeinde Lobendorf nach Repten, am 1. Januar 1928 die Gemeinde Jehschen und am 1. Januar 1957 die Gemeinde Gahlen nach jeweils nach Missen, am 1. Oktober 1966 die Gemeinde Dubrau nach Koßwig, am 1. Januar 1974 die Gemeinde Fleißdorf nach Naundorf und am 1. Mai 1974 die Gemeinden Tornitz und Wüstenhain nach Laasow eingemeindet. Die Gemeinde Briesen wiederum wurde bereits am 1. Januar 1926 nach Tornitz eingegliedert.

## Bevölkerungsentwicklung
| Jahr | Einwohner |
| ---- | --------- |
| 1875 | 2452      |
| 1890 | 3142      |
| 1910 | 2699      |
| 1925 | 2471      |
| 1933 | 2908      |
| 1939 | 2990      |

| Jahr | Einwohner |
| ---- | --------- |
| 1946 | 4064      |
| 1950 | 4047      |
| 1964 | 7494      |
| 1971 | 9233      |
| 1981 | 9628      |
| 1985 | 9415      |

| Jahr | Einwohner |
| ---- | --------- |
| 1990 | 9063      |
| 1995 | 8203      |
| 2000 | 7338      |
| 2005 | 9616      |
| 2010 | 8770      |
| 2015 | 8307      |

| Jahr | Einwohner |
| ---- | --------- |
| 2020 | 7862      |
| 2021 | 7819      |
| 2022 | 7675      |
| 2023 | 7607      |
| 2024 | 7635      |

Gebietsstand des jeweiligen Jahres, Einwohnerzahl: Stand 31. Dezember (ab 1991), von 2011 bis 2021 auf Basis des Zensus 2011, ab 2022 auf Basis des Zensus 2022

## Politik

### Stadtverordnetenversammlung
Die Stadtverordnetenversammlung von Vetschau besteht aus 18 Stadtverordneten und dem hauptamtlichen Bürgermeister. Die Kommunalwahl am 9. Juni 2024 führte zu folgendem Ergebnis:
| Partei / Wählergruppe              | Ergebnis 2024 | Sitze 2024 |        | Ergebnis 2019 | Sitze 2019 | Ergebnis 2014 | Sitze 2014 | Ergebnis 2008 | Sitze 2008 |
| ---------------------------------- | ------------- | ---------- | ------ | ------------- | ---------- | ------------- | ---------- | ------------- | ---------- |
| Wählergemeinschaft Ortsteile       | 27,9 %        | 5          | 13,3 % | 3             | 18,1 %     | 3             | 20,1 %     | 4             |            |
| CDU                                | 24,5 %        | 4          | 31,0 % | 6             | 29,3 %     | 5             | 25,2 %     | 5             |            |
| AfD                                | 24,0 %        | 4          | 16,4 % | 3             | –          | –             | –          | –             |            |
| SPD                                | 15,6 %        | 3          | 14,9 % | 3             | 25,2 %     | 5             | 24,4 %     | 4             |            |
| Bündnis 90/Die Grünen              | 08,0 %        | 2          | 10,9 % | 2             | 09,4 %     | 2             | 06,5 %     | 1             |            |
| Die Linke                          | –             | –          | 10,4 % | 2             | 17,1 %     | 3             | 23,8 %     | 4             |            |
| Lausitzer Allianz                  | –             | –          | 01,6 % | –             | 00,9 %     | –             | –          | –             |            |
| Einzelbewerber Christoph Schneider | –             | –          | 01,5 % | –             | –          | –             | –          | –             |            |
| Wahlbeteiligung                    | 65,4 %        | 65,4 %     | 58,7 % | 58,7 %        | 47,0 %     | 47,0 %        | 53,2 %     | 53,2 %        |            |

Nach der Wahl 2024 bleiben von den Sitzen der AfD zwei unbesetzt, da die Partei nur zwei Kandidaten aufgestellt hatte. Die gebildeten Fraktionen entsprechen den Sitzen der gewählten Parteien. Vorsitzender der Stadtverordnetenversammlung für die Wahlperiode von 2024 bis 2029 ist Ulrich Lagemann (WGO).
Nach der Wahl 2019 blieb von den Sitzen der AfD zunächst einer unbesetzt, da die Partei nur zwei Kandidaten aufgestellt hatte. Ab Oktober 2021 besetzte die AfD durch den Wegzug einer Stadtverordneten und aus Mangel an Nachrückern bis zum Ende der Wahlperiode nur noch einen Sitz. Zudem wechselte im November 2021 eine Stadtverordnete der Linken zu den Grünen.

### Bürgermeister
- 1990–1992: Hans-Jörg Weichert
- 1992–1994: Hans-Ulrich Reuter (SPD)
- 1994–2010: Axel Müller (SPD)
- seit 2010: Bengt Kanzler (parteilos)

Kanzler wurde am 29. November 2009 mit 53,8 % der gültigen Stimmen zum neuen Bürgermeister Vetschaus gewählt und ist seit dem 19. Januar 2010 im Amt. Er wurde in der Bürgermeisterstichwahl am 8. Oktober 2017 als Kandidat der CDU mit 51,7 % der gültigen Stimmen für weitere acht Jahre in seinem Amt bestätigt.

### Wappen und Flagge
Das Wappen wurde erstmals 1548 von Ferdinand I. genehmigt. Vetschau ist damit die einzige Stadt in der Niederlausitz, für die eine landesherrliche Wappenverleihung nachweisbar ist. Am 3. Mai 1993 wurde das Wappen nach einer Überarbeitung durch den Heraldiker Uwe Reipert vom Land Brandenburg erneut genehmigt.
| Wappen von Vetschau/Spreewald | Blasonierung: „Gespalten; vorn in Rot ein aufgerichteter, nach links gewendeter silberner Windhund mit goldenem Halsband, hinten blau-silbern geschacht.“ |
| Wappen von Vetschau/Spreewald | Wappenbegründung: Das Wappen geht auf den kurfürstlichen Rat Eustachius von Schlieben zurück, der im 16. Jahrhundert Besitzer von Vetschau war. Es ist eine Kombination der Familienwappen der Herren von Schlieben, das ein Schachbrettmuster zeigt, mit dem Wappen der Herren von Schapelow, auf dem ein Windhund auf rotem Grund dargestellt ist. Auf dem ursprünglich genehmigten Wappen waren die beiden Felder spiegelverkehrt dargestellt. |

Seit dem 10. Juli 1996 führt die Stadt zusätzlich zum Wappen eine Flagge. Diese besteht – bei Aufhängung an einem Querholz – aus zwei Längsstreifen in den Farben Weiß – Rot, auf die das Stadtwappen auf der Nahtstelle aufgelegt ist.

### Städtepartnerschaft
Bedburg (Nordrhein-Westfalen) ist Partnerstadt von Vetschau.

## Sehenswürdigkeiten und Kultur

### Bauwerke
Vetschau verfügt über eine zum Teil noch gut erhaltene historische Bausubstanz. Diverse Gebäude sind in der Denkmalliste eingetragen. Die Bodendenkmale sind in der Liste der Bodendenkmale in Vetschau/Spreewald aufgeführt.

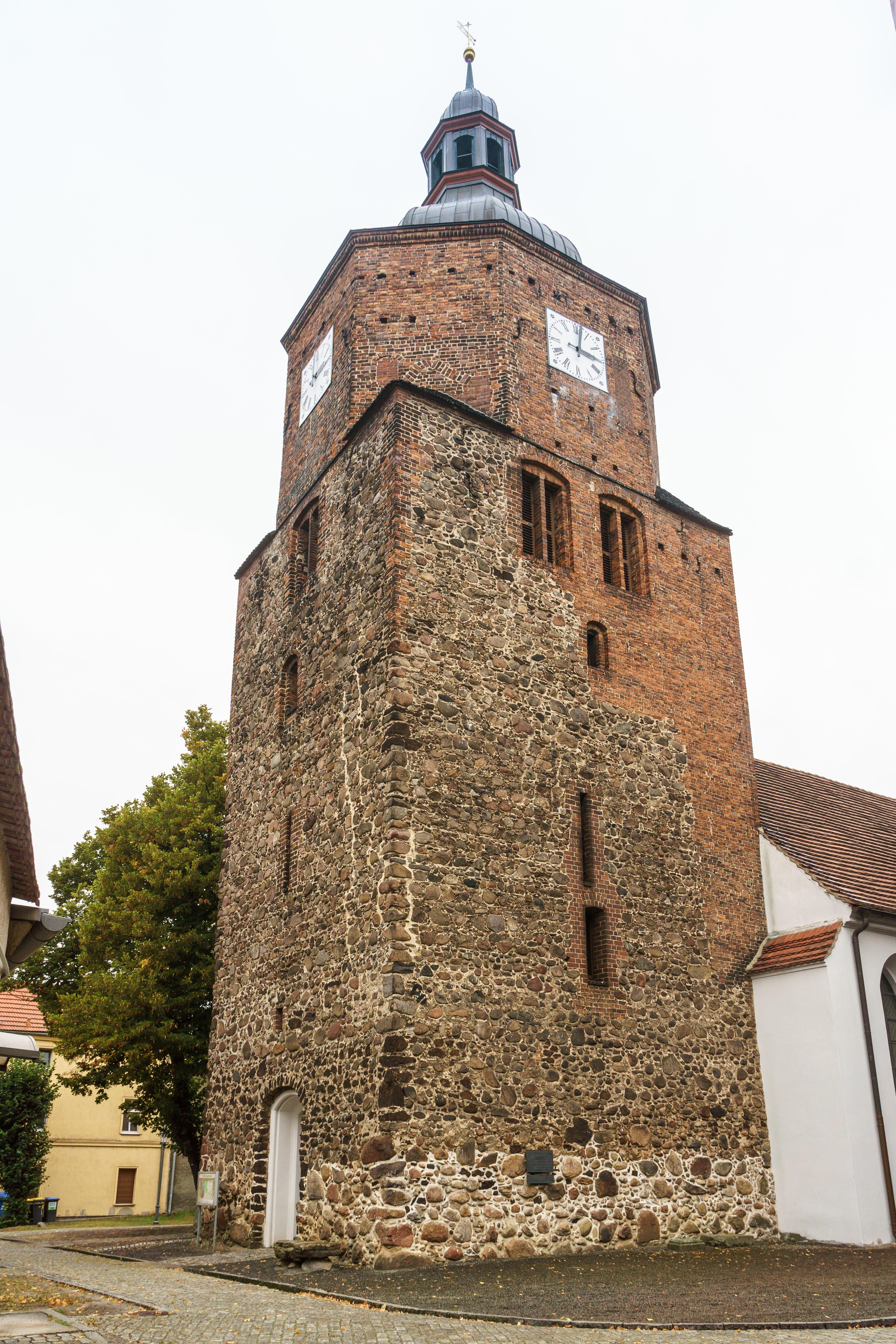
Turm der Doppelkirche

Die Wendisch-Deutsche Doppelkirche westlich des Marktes wurde nach dem Ende des Dreißigjährigen Krieges zunächst als wendische Landkirche gebaut. An gleicher Stelle ist bereits im 13. Jahrhundert ein Kirchengebäude belegt. Im 17. Jahrhundert war die wendische Kirche Hauptkirche von Vetschau. Im Jahr 1689 wurde die deutsche Kapelle der Stadt abgerissen und als Anbau an der wendischen Kirche neu errichtet. Die Doppelkirche wurde in der folgenden Zeit mehrfach umgebaut. Nachdem die sorbische und die deutsche Kirchengemeinde von Vetschau im Jahr 1910 vereinigt worden waren sowie der Einstellung des sorbischsprachigen Schulunterrichts zu dieser Zeit, ging der Gebrauch der sorbischen Sprache stark zurück, der letzte sorbischsprachige Gottesdienst fand 1932 statt. Seit 1995 wird die wendische Kirche als Kulturraum genutzt, während die deutsche Kirche weiterhin zu Gottesdiensten dient. Ebenfalls seit 1995 finden ab und zu auch sorbischsprachige Gottesdienste statt.

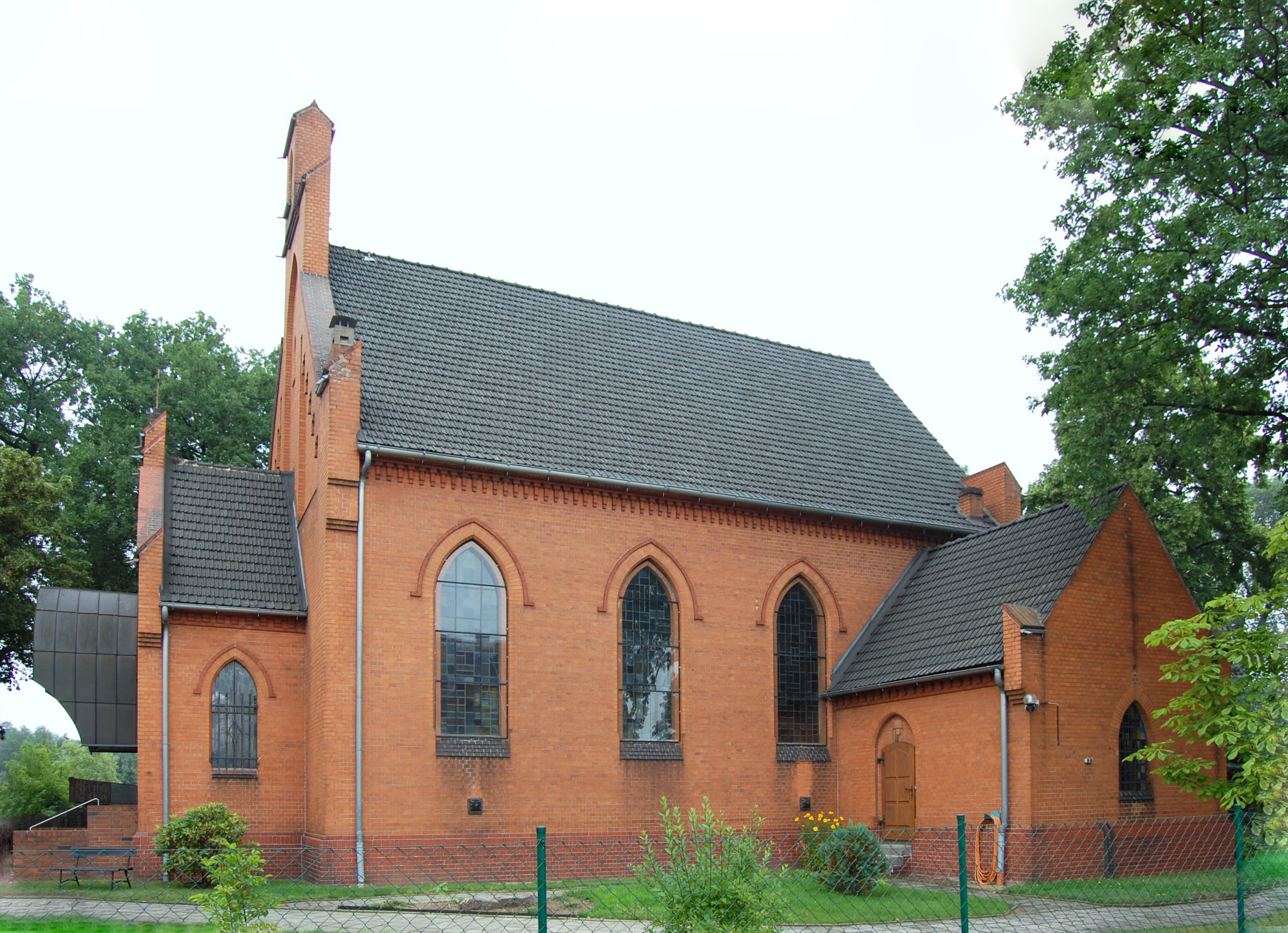
Katholische Kirche Heilige Familie

In den Orten Gahlen, Laasow, Missen, Ogrosen und Wüstenhain existieren evangelische Dorfkirchen. Die katholische Kirche Heilige Familie wurde 1897 im neugotischen Stil gebaut und diente zunächst vornehmlich aus Schlesien eingewanderten Katholiken als Sakralbau.
Das Schloss Vetschau wurde ab 1538 im Renaissancestil anstelle eines slawischen Ringwalls gebaut und im Lauf der Zeit mehreren Umbaumaßnahmen unterzogen. Das heutige Erscheinungsbild des Gebäudes geht auf unter Hermann Albert Graf zu Lynar im späten 19. Jahrhundert durchgeführten Baumaßnahmen zurück. Seit 1920 befindet sich das Schloss im Besitz der Stadt Vetschau, seitdem befindet sich dort die Stadtverwaltung. In der DDR war außerdem eine Landwirtschaftsschule im Schloss untergebracht. Unmittelbar nordöstlich des Schlosses befindet sich das älteste erhaltene Gebäude in Vetschau (Schlossstraße 8).

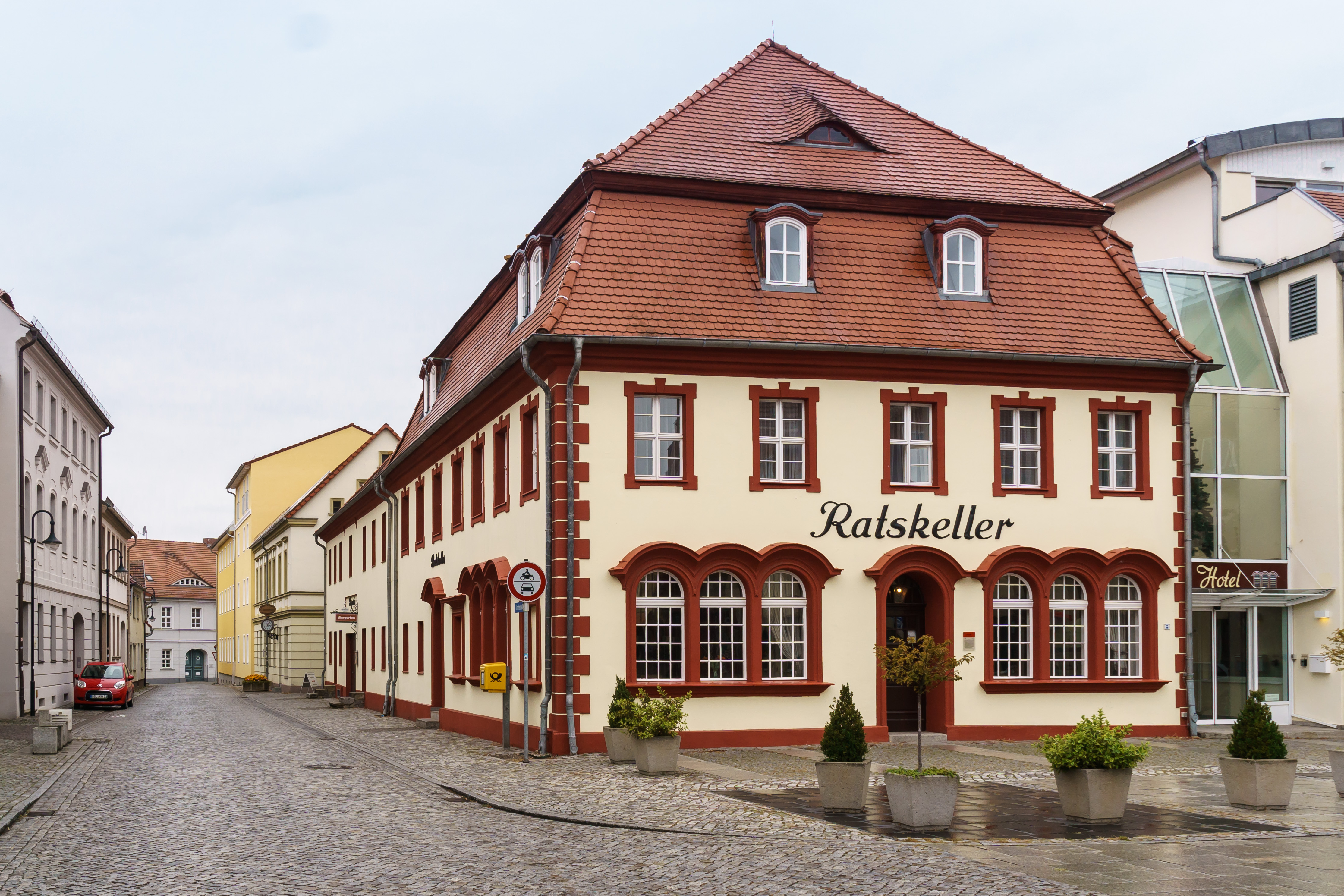
Ratskeller Vetschau

Am südwestlichen Rand des Marktplatzes befindet sich der Ratskeller, dessen Räumlichkeiten bis 1920 durch die Stadtverwaltung genutzt wurden. Der Betrieb des Ratskellers wurde 1991 zunächst eingestellt, seit der 1995 abgeschlossenen Sanierung wird das Gebäude (mit einer Unterbrechung zwischen 2011 und 2013) wieder als Gastwirtschaft betrieben.

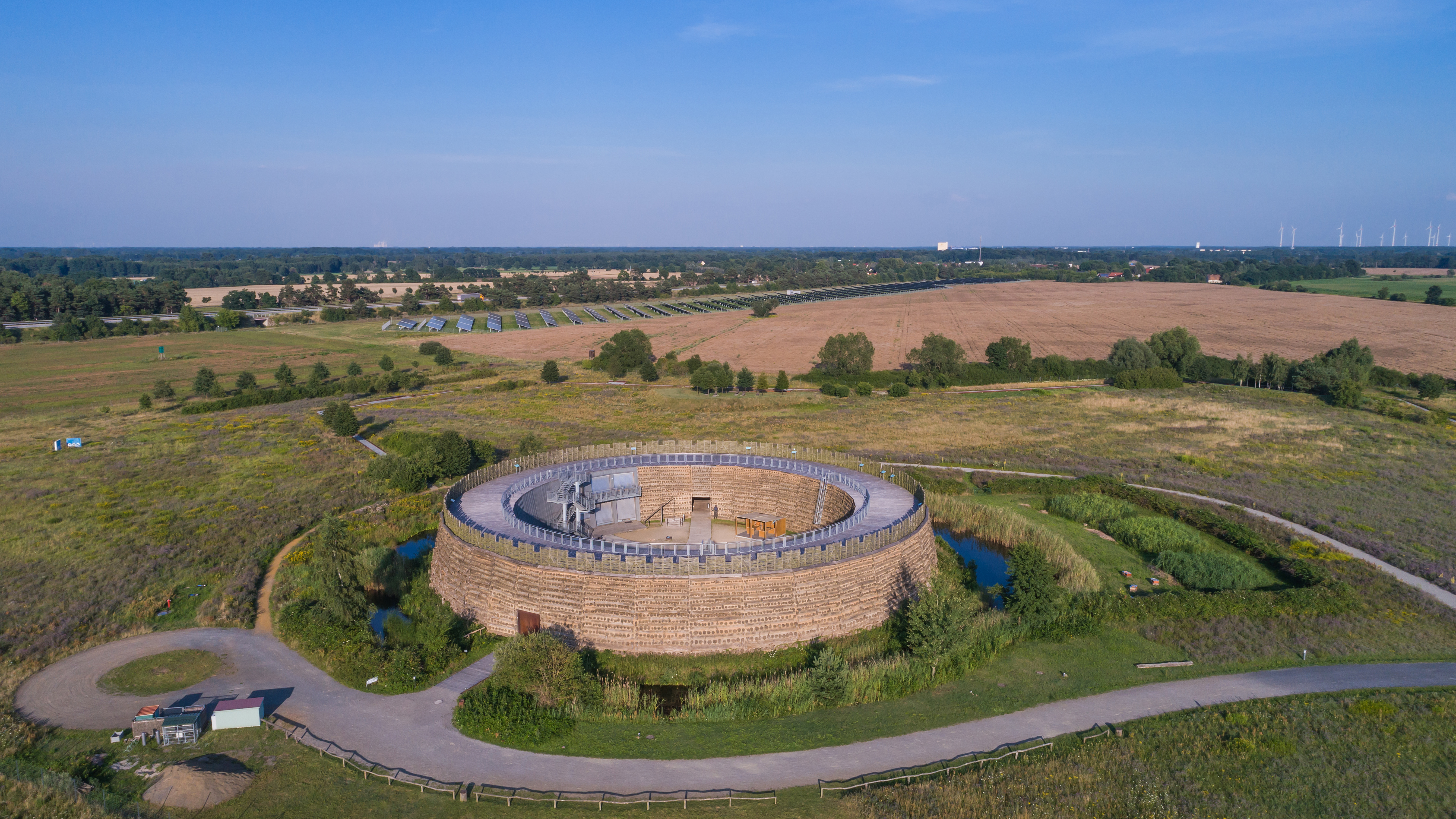
Slawenburg Raddusch

Die Slawenburg Raddusch ist der Nachbau einer slawischen Fliehburg aus dem 9. Jahrhundert. Sie wurde zwischen 1999 und 2003 weitgehend originalgetreu rekonstruiert und wird als Museum, Restaurant und Veranstaltungsort genutzt.

### Museen und Ausstellungen
Das Storchenzentrum Vetschau bot ab 1994 Ausstellungen zum Weißstorch und Informationen zum Biosphärenreservat Spreewald. Es wurde im September 2024 aus finanziellen und personellen Gründen dauerhaft geschlossen. In der Remise des Schlosses Vetschau befindet sich die Dauerausstellung „Geschichten vom Heiraten“.

## Wirtschaft und Infrastruktur

### Ansässige Unternehmen

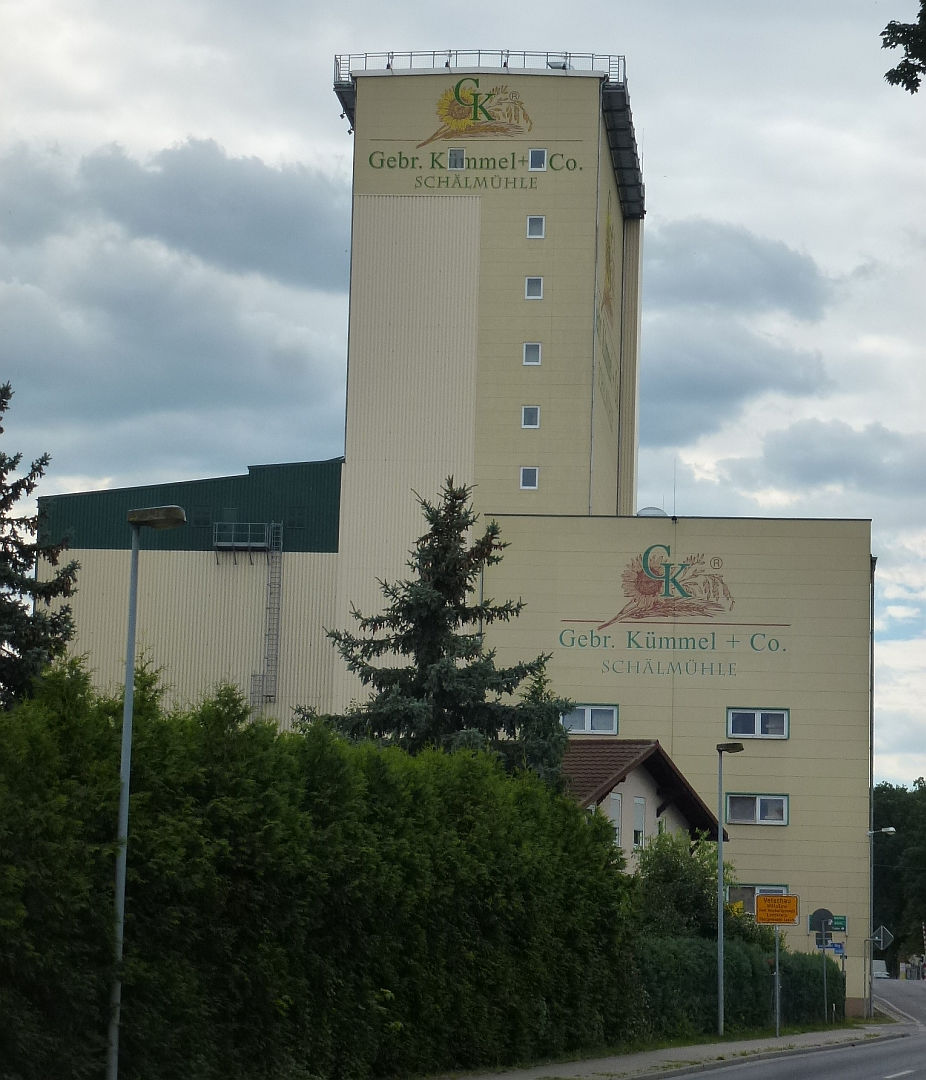
Schälmühle

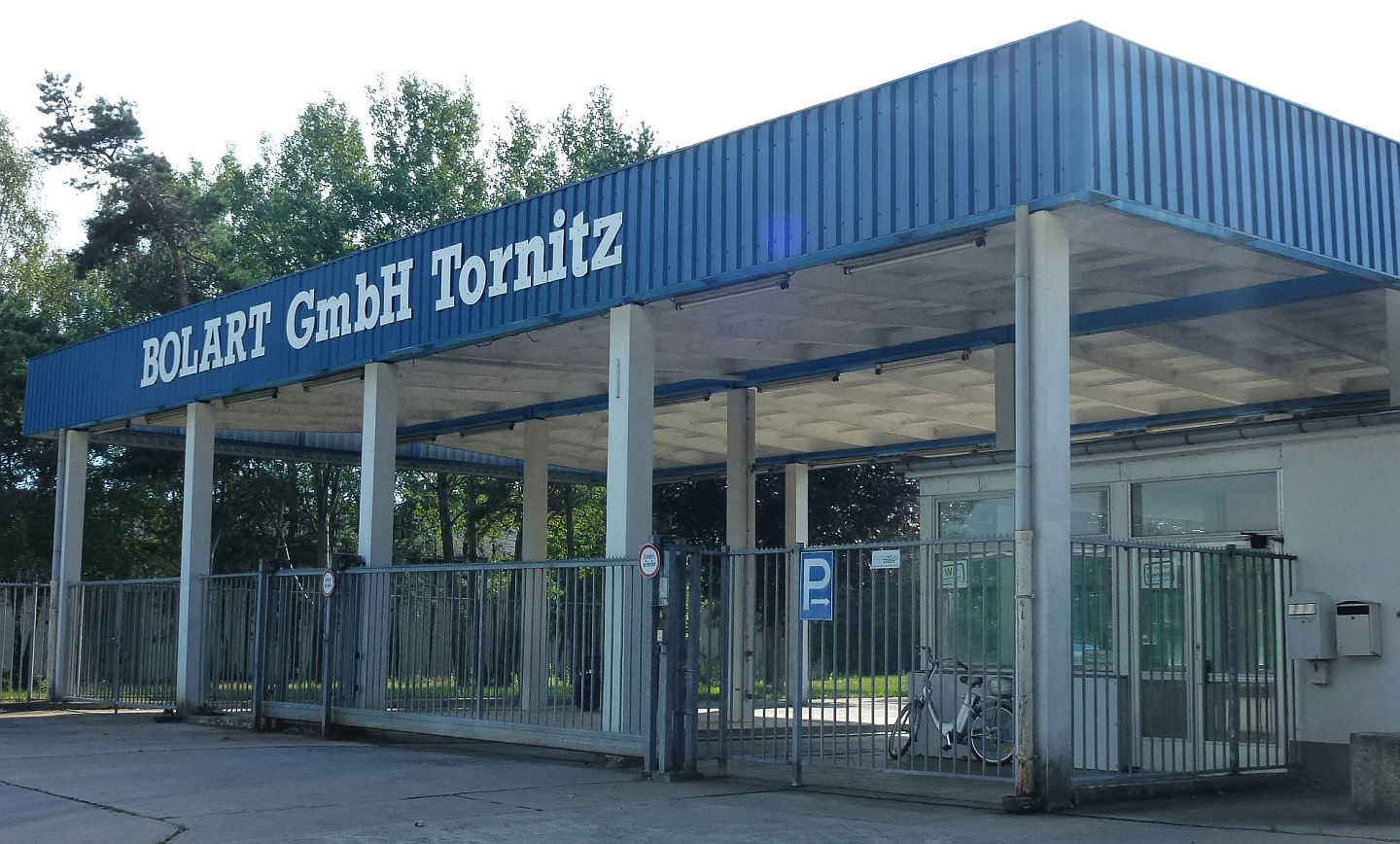
Bolart GmbH in Tornitz

Die Schälmühle am nördlichen Ortseingang, zusammen mit der Spreewaldmühle in Burg Eigentum der Familie Kümmel, ist ein modernes Wahrzeichen der Stadt. Außerdem Standort des Stahlbauunternehmens TransTec F&E Vetschau GmbH, ein Zulieferer von Drehgestellen für Schienenfahrzeuge. Hervorgegangen am Produktionsstandort aus der Fahrzeug- und Gerätebau GmbH (FAGEB) und der späteren VEB Waggonausrüstungen Vetschau. Im südlich gelegenen Ortsteil Tornitz befindet sich die Bolart Schweineproduktionsanlagen GmbH.
Die zum italienischen Konzern Iris Ceramica Group gehörende Porcelaingres GmbH mit ihrem Werk in Vetschau ist einer der wichtigsten Hersteller von Hochqualitäts-Feinsteinzeugplatten in Deutschland.

### Verkehr
Vetschau liegt an den Landesstraßen L 49 zwischen Lübbenau und Cottbus sowie L 54 zwischen Calau und Burg (Spreewald). Die A 15 mit der Anschlussstelle Vetschau durchquert das Stadtgebiet.
Der Haltepunkt Raddusch und der Bahnhof Vetschau an der Bahnstrecke Berlin–Görlitz werden von der Regional-Express-Linie RE 2 Nauen–Berlin–Cottbus bedient.

### Energie
Im Gemeindegebiet existieren einige Windkraftanlagen. Die als Stahlfachwerkkonstruktion ausgeführte Windkraftanlage Laasow mit einer Nabenhöhe von 160 Metern war von 2005 bis 2012 die höchste Windkraftanlage der Welt und noch bis 2014 die höchste Windkraftanlage in Deutschland.

### Bildung
Seit 2009 sind die Grund- und die Oberschule der Stadt Vetschau als Schulzentrum „Dr. Albert Schweitzer“ zusammengeschlossen. Die Schulen bieten bilingualen sorbisch/wendisch-deutschsprachigen Unterricht nach dem Witaj-Projekt an. Die weitere Grundschule der Gemeinde ist die „Lindengrundschule“ im Ortsteil Missen.
Das Dr.-Albert-Schweiter-Gymnasium in Vetschau wurde nach dem Ende des Schuljahres 2004/05 geschlossen, seitdem besuchten Gymnasiasten aus Vetschau das Paul-Fahlisch-Gymnasium in Lübbenau.

## Persönlichkeiten

### Ehrenbürger
- Ferdinand Griebenow (1848–1910), Unternehmer, am 15. Juli 1898 zum Ehrenbürger ernannt
- Selma Griebenow geborene Blütchen (1851–1942), Stifterin, am 15. Juli 1898 zur Ehrenbürgerin ernannt
- Richard Hellmann (1876–1971), Unternehmer, am 3. Mai 1929 zum Ehrenbürger ernannt
- Peter Ettelt (1966–2009), Musiker, am 10. Dezember 2009 zum Ehrenbürger ernannt[26]

### Söhne und Töchter der Stadt
- Simon Musaeus (1521–1576), Theologe
- Johannes Bock (1569–1621), Dichter
- Alexander von Rabenau (1845–1923), Heimatforscher
- Max Pannwitz (1854–1921), Schriftsteller und Übersetzer
- Richard Hellmann (1876–1971), deutsch-amerikanischer Unternehmer
- Wilhelm Schieber (1887–1974), Maler, geboren im Ortsteil Weißagk (Wusoka), ab 1937 Märkischheide
- Hans Stiebner (1898–1958), Schauspieler und Theaterregisseur
- Gerhard Müller (1920–2020), Jurist, Landrat des Landkreises Reutlingen
- Erich Schutt (1931–2023), Fotograf und Bildjournalist
- Heinz-Malte Barten (1944–2022), Pathologe
- Wilfried Terno (* 1946), 2001–2011 Vorsitzender Richter am Bundesgerichtshof
- Ingolf Kühn (* 1953), Künstler
- Martin Neumann (* 1956), Politiker (FDP), Bundestagsabgeordneter
- Harry Kaulfers (* 1959), Fußballspieler
- Birgit Uibel-Sonntag (1961–2010), Hürdenläuferin, anerkanntes DDR-Doping-Opfer, geboren im Gemeindeteil Belten
- Anja Pohontsch (* 1970), sorbische Radio- und Fernsehmoderatorin (Łužyca)
- Christian Rohde (* 1974), Fernsehjournalist, Redakteur für das politische Magazin Frontal21
- Richard Banusch (* 1998), Radrennfahrer